# Octan potasu
Octan potasu – organiczny związek chemiczny, sól potasowa kwasu octowego o wzorze CH3COOK. Stosowana na masową skalę jako dodatek do żywności E261.

## Zastosowanie
Sól ta jest stosowana jako zamiennik chlorku magnezu i chlorku wapnia w preparatach zapobiegających oblodzeniu skrzydeł samolotów ze względu na mniej korozyjne działanie. Stosuje się go również jako zamiennik formaliny w konserwacji preparatów biologicznych. Stosuje się go również jako dodatek do żywności pełniący rolę konserwantu i regulatora kwasowości.